# Roztisne, Vîșhorod
Roztisne (în ucraineană Розтісне) este un sat în comuna Rovî din raionul Vîșhorod, regiunea Kiev, Ucraina.

## Demografie
Componența lingvistică a localității Roztisne
     Ucraineană (96,97%)
     Rusă (3,03%)
Conform recensământului din 2001, majoritatea populației localității Roztisne era vorbitoare de ucraineană (96,97%), existând în minoritate și vorbitori de rusă (3,03%).